# 東ヨーロッパグループ

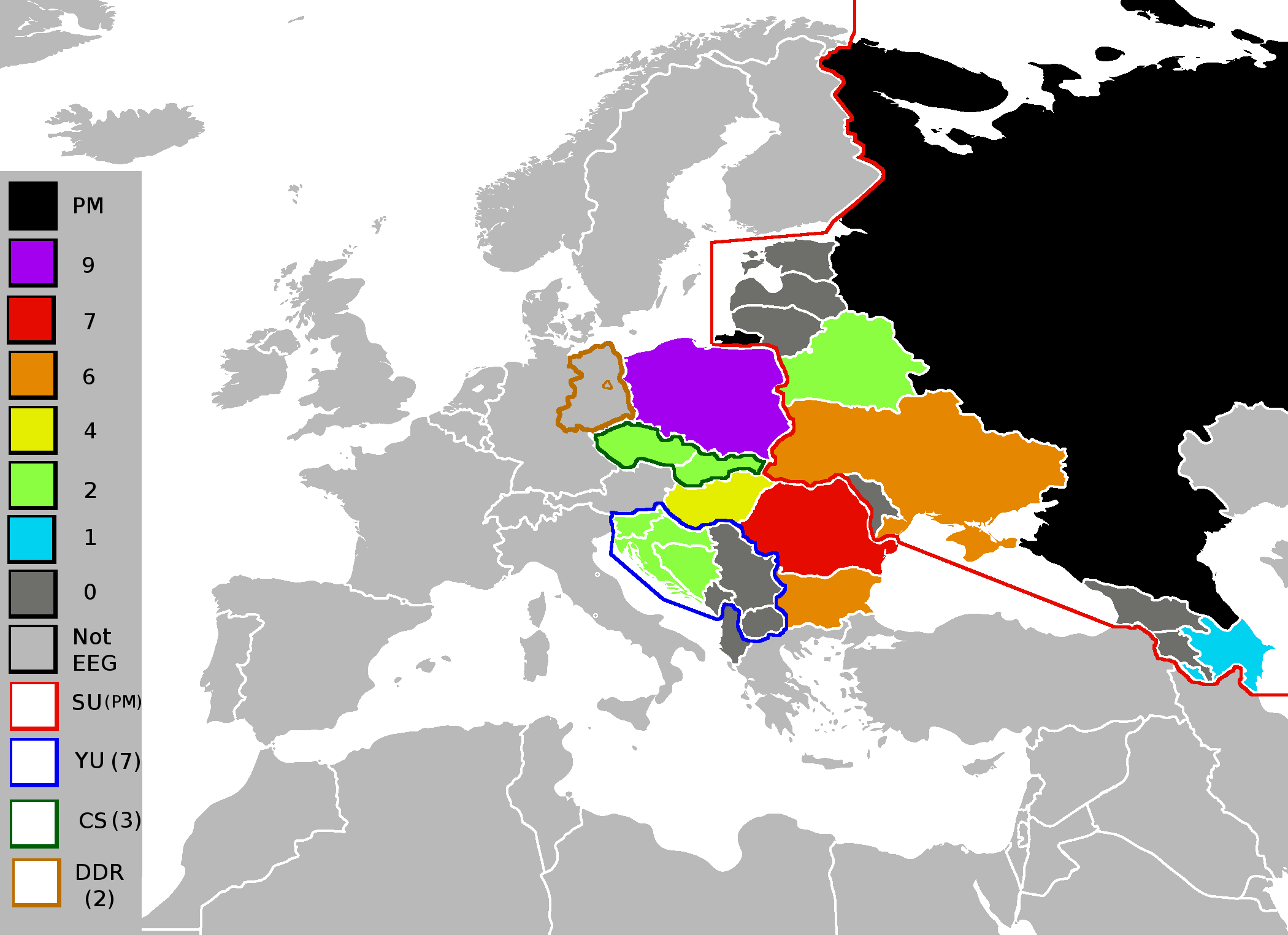
2012年現在の東ヨーロッパグループの構成国。色分けは国連安全保障理事会に在籍した年数。消滅した国については枠線のみで示す。

東ヨーロッパ諸国グループ（ひがしヨーロッパしょこくグループ、英語: Group of Eastern European States）、通称東ヨーロッパグループ（ひがしヨーロッパグループ、英語:  Eastern European Group、EEG）は、国際連合における地域グループの一つであり、東ヨーロッパ、中央ヨーロッパ、南ヨーロッパおよび旧ソ連諸国の23か国からなる。
このグループは、他の地域グループと同様、地域的・国際的な問題に関するテーマを議論する、拘束力のない対話グループである。また、この地域の候補者を指名することで、国連機関の議席配分を支援している。

## 歴史
1964年に地域グループが創設される以前、国連安全保障理事会には東ヨーロッパ・アジアの議席があり、1946年から1964年の間、東欧諸国（ギリシャやトルコを含む）によって占められていた。
東ヨーロッパグループの創設以来、1991年のソビエト連邦の崩壊、1991年から2006年にかけてのユーゴスラビアの解体、1993年のチェコスロバキアの分離など、加盟国の解散により、グループは大きく変化してきた。また、ドイツ再統一により、ドイツ民主共和国（東ドイツ）が加盟国ではなくなった。旧ソ連諸国の中には、アジア太平洋グループに加盟した国もある。

## 加盟国

### 現在の加盟国
現在の東ヨーロッパグループの加盟国は以下の通りである。
- アルバニア
- アルメニア
- アゼルバイジャン
- ベラルーシ[注釈 2]
- ボスニア・ヘルツェゴビナ
- ブルガリア
- クロアチア
- チェコ
- エストニア
- ジョージア
- ハンガリー
- ラトビア
- リトアニア
- モルドバ
- モンテネグロ
- 北マケドニア共和国
- ポーランド
- ルーマニア
- ロシア[注釈 3][注釈 4]
- セルビア
- スロバキア
- スロベニア
- ウクライナ[注釈 5]

### かつての加盟国
- チェコスロバキア (1966–1993)
- ユーゴスラビア連邦共和国  (1992–2006)
- 東ドイツ (1973–1990)
- ユーゴスラビア社会主義連邦共和国 (1966–1992)

### 加盟国数の変化のタイムライン
時代が大きく変化していく中で、東ヨーロッパグループの加盟国数は変化していった。
| 年        | 加盟国数 | 出来事 |
| --------- | -------- | --- |
| 1966–1973 | 10       | 東側諸国で構成。ソビエト連邦構成国であるウクライナ・ソビエト社会主義共和国（現 ウクライナ）と白ロシア・ソビエト社会主義共和国（現 ベラルーシ）もソ連とは別に東ヨーロッパグループに加盟していた。 |
| 1973–1990 | 11       | ドイツ民主共和国（東ドイツ）が加盟 |
| 1990      | 10       | ドイツ再統一により東ドイツが脱退 |
| 1991      | 13       | バルト三国がソ連から独立 |
| 1992      | 20       | ソビエト連邦の崩壊、ユーゴスラビアの解体 |
| 1993–2006 | 22       | チェコスロバキアの分離、マケドニア共和国（現 北マケドニア）が独立 |
| 2006–     | 23       | モンテネグロが独立 |

## 代表

### 安全保障理事会
東ヨーロッパグループは、安全保障理事会に非常任1議席、常任1議席（ロシア連邦）を保有している。東ヨーロッパグループの現在の安保理理事国は以下の通りである。
| 国         | 任期                          |
| ---------- | ----------------------------- |
| ロシア     | （常任）                      |
| スロベニア | 2024年1月1日 – 2025年12月31日 |

### 経済社会理事会
東ヨーロッパグループは、経済社会理事会に6の議席を保有している。東ヨーロッパグループの現在の経社理理事国は以下の通りである。2022年までロシア連邦が議席を有していたが、2023年から空席になっている。
| 国         | 任期                          |
| ---------- | ----------------------------- |
| クロアチア | 2022年1月1日 – 2024年12月31日 |
| チェコ     | 2022年1月1日 – 2024年12月31日 |
| 空席       | 2023年1月1日 – 2025年12月31日 |
| スロバキア | 2023年1月1日 – 2025年12月31日 |
| スロベニア | 2023年1月1日 – 2025年12月31日 |
| ポーランド | 2024年1月1日 – 2026年12月31日 |

### 人権理事会
東ヨーロッパグループは、人権理事会に6の議席を保有している。東ヨーロッパグループの現在の人権理事会理事国は以下の通りである。
| 国           | 任期                          |
| ------------ | ----------------------------- |
| リトアニア   | 2022年1月1日 – 2024年12月31日 |
| モンテネグロ | 2022年1月1日 – 2024年12月31日 |
| ジョージア   | 2023年1月1日 – 2025年12月31日 |
| ルーマニア   | 2023年1月1日 – 2025年12月31日 |
| アルバニア   | 2024年1月1日 – 2026年12月31日 |
| ブルガリア   | 2024年1月1日 – 2026年12月31日 |

### 総会議長
5年に1度、西暦の下一桁が2か7の年には、国連総会議長は東ヨーロッパグループから選出される。
東ヨーロッパグループが発足した1964年以降の、東ヨーロッパグループから選出された総会議長は以下の通りである。
| 選出年 | 会期 | 氏名                             | 出身国             | 備考                                                         |
| ------ | ---- | -------------------------------- | ------------------ | ------------------------------------------------------------ |
| 1967   | 22   | コルネリウ・マネスク             | ルーマニア         |                                                              |
| 1972   | 27   | ステインスロウ・トレプチンスキー | ポーランド         |                                                              |
| 1977   | 32   | ラザー・モジソフ                 | ユーゴスラビア     | 第8回特別総会、第9回特別総会、第10回特別総会の議長も務める。 |
| 1982   | 37   | アーム・ホーライ                 | ハンガリー         |                                                              |
| 1987   | 42   | ピーター・フローリン             | 東ドイツ           | 第15回特別総会議長も務める。                                 |
| 1992   | 47   | ストヤン・ガネフ                 | ブルガリア         |                                                              |
| 1997   | 52   | ヘンナディー・ウドベンコ         | ウクライナ         | 第10回緊急特別総会、第20回特別総会の議長も務める。           |
| 2002   | 57   | ヤン・カバン                     | チェコ             | 第10回緊急特別総会議長も務める。                             |
| 2007   | 62   | スルジャン・ケリム               | 北マケドニア共和国 |                                                              |
| 2012   | 67   | ヴク・イェレミッチ               | セルビア           |                                                              |
| 2017   | 72   | ミロスラヴ・ライチャーク         | スロバキア         | 第10回緊急特別総会議長も務める。                             |
| 2022   | 77   | チャバ・コロシ                   | ハンガリー         |                                                              |
| 予定   |      |                                  |                    |                                                              |
| 2027   | 82   | TBD                              | TBD                |                                                              |
| 2032   | 87   | TBD                              | TBD                |                                                              |